# Mura Mică, Mureș
Mura Mică este un sat în comuna Gornești din județul Mureș, Transilvania, România.

## Vezi și
- Biserica de lemn din Mura Mică

## Imagini

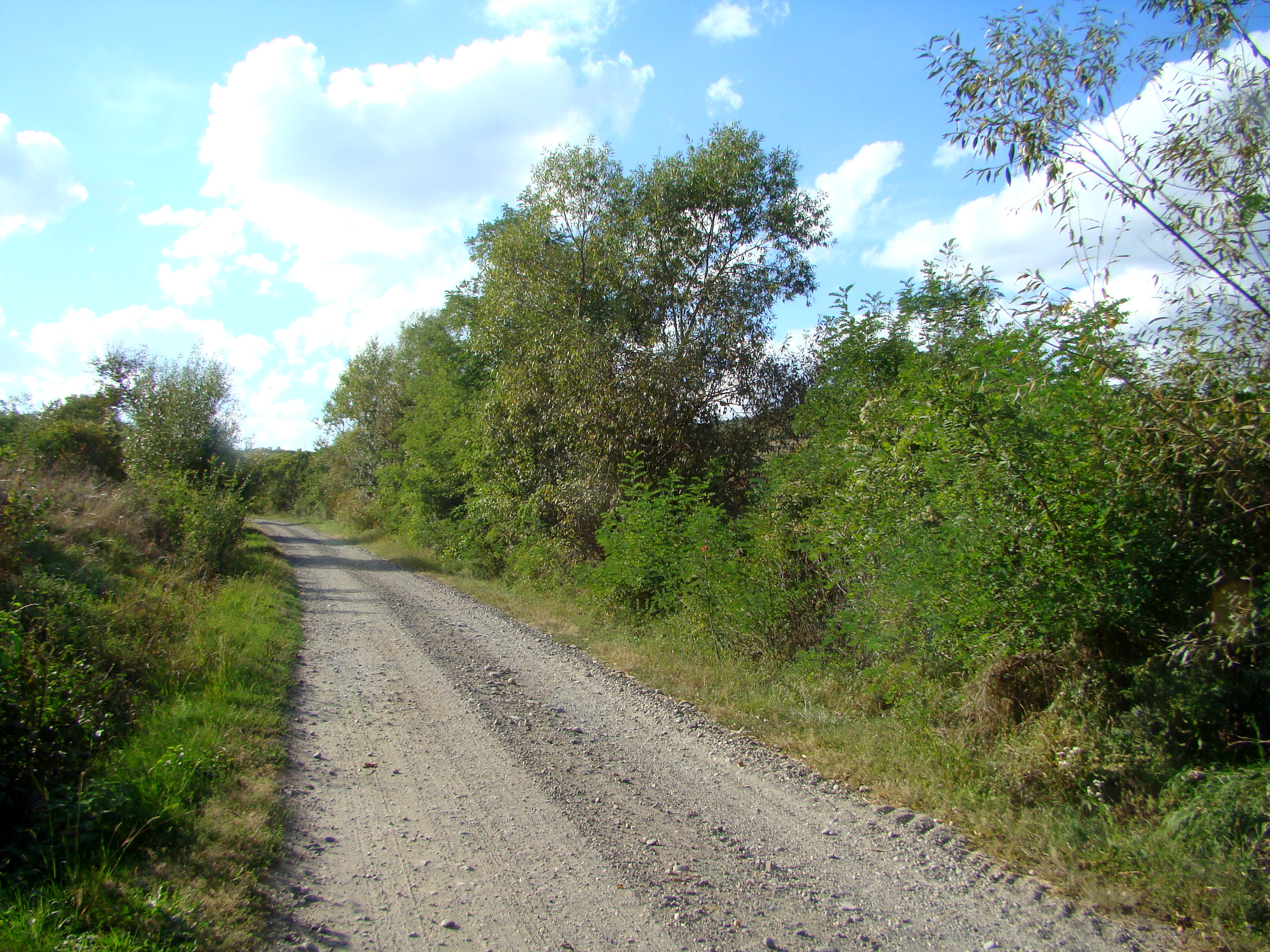
Drumul Ilioara-Mura Mică
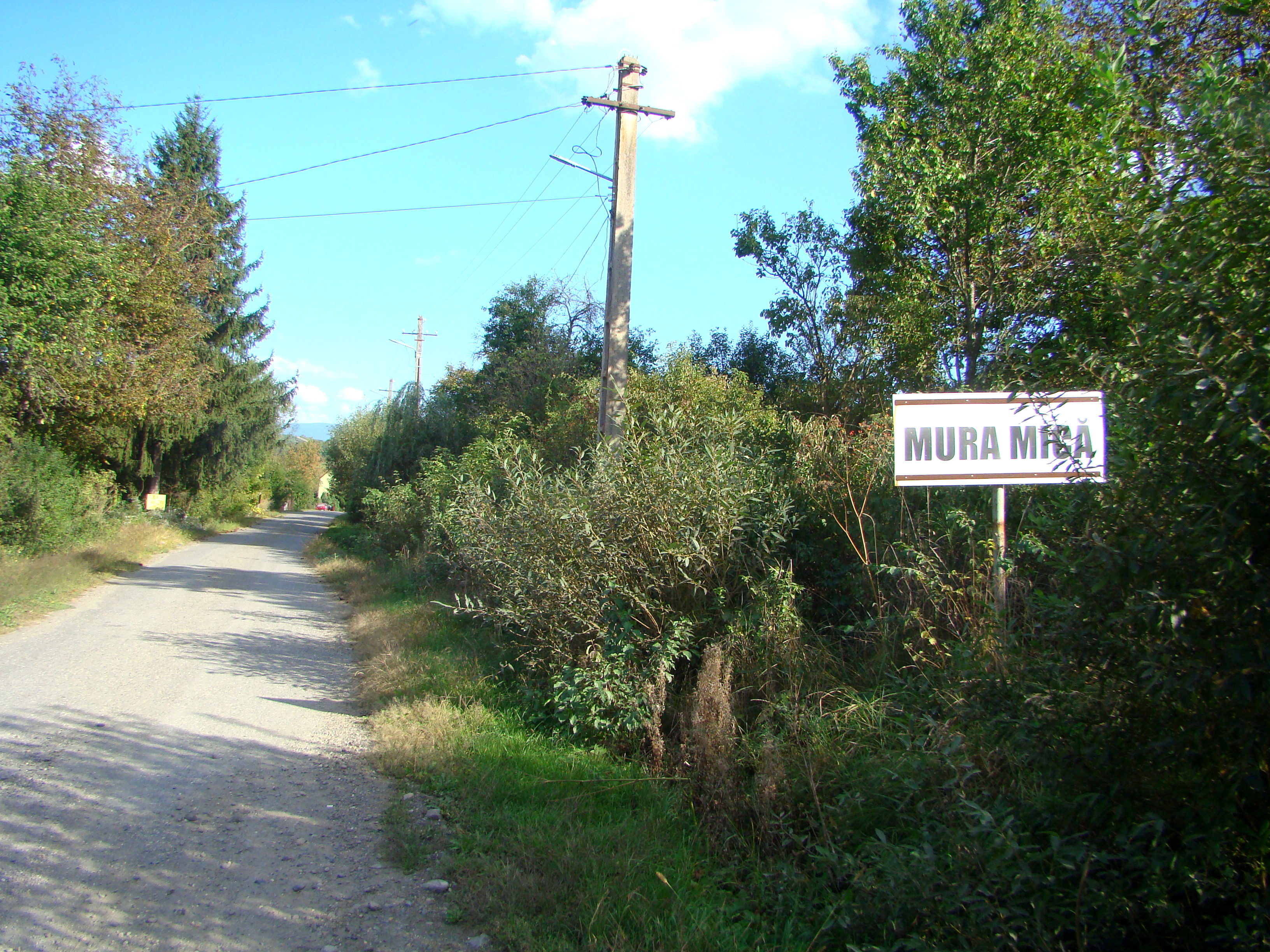
Intrarea în localitate
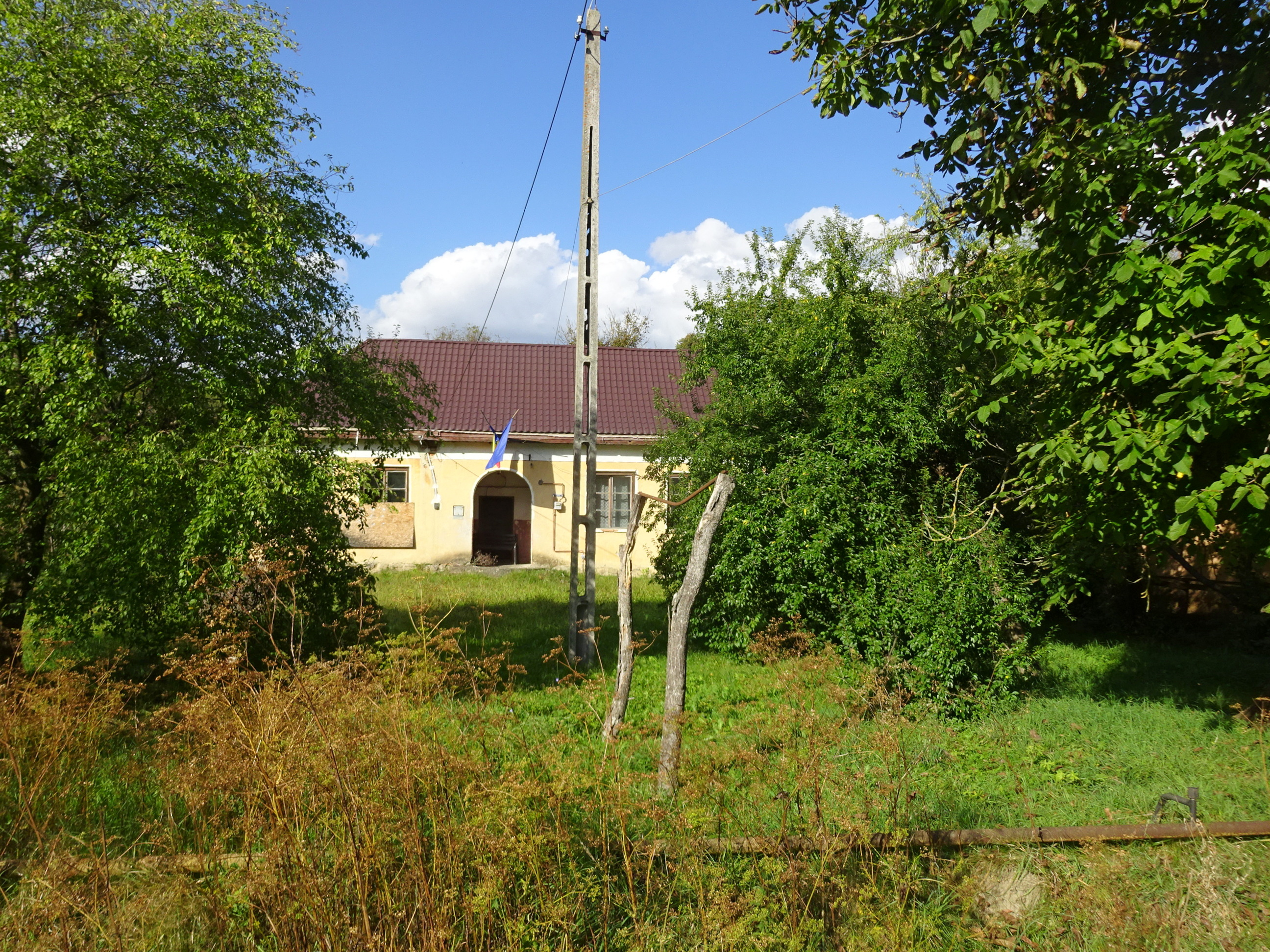
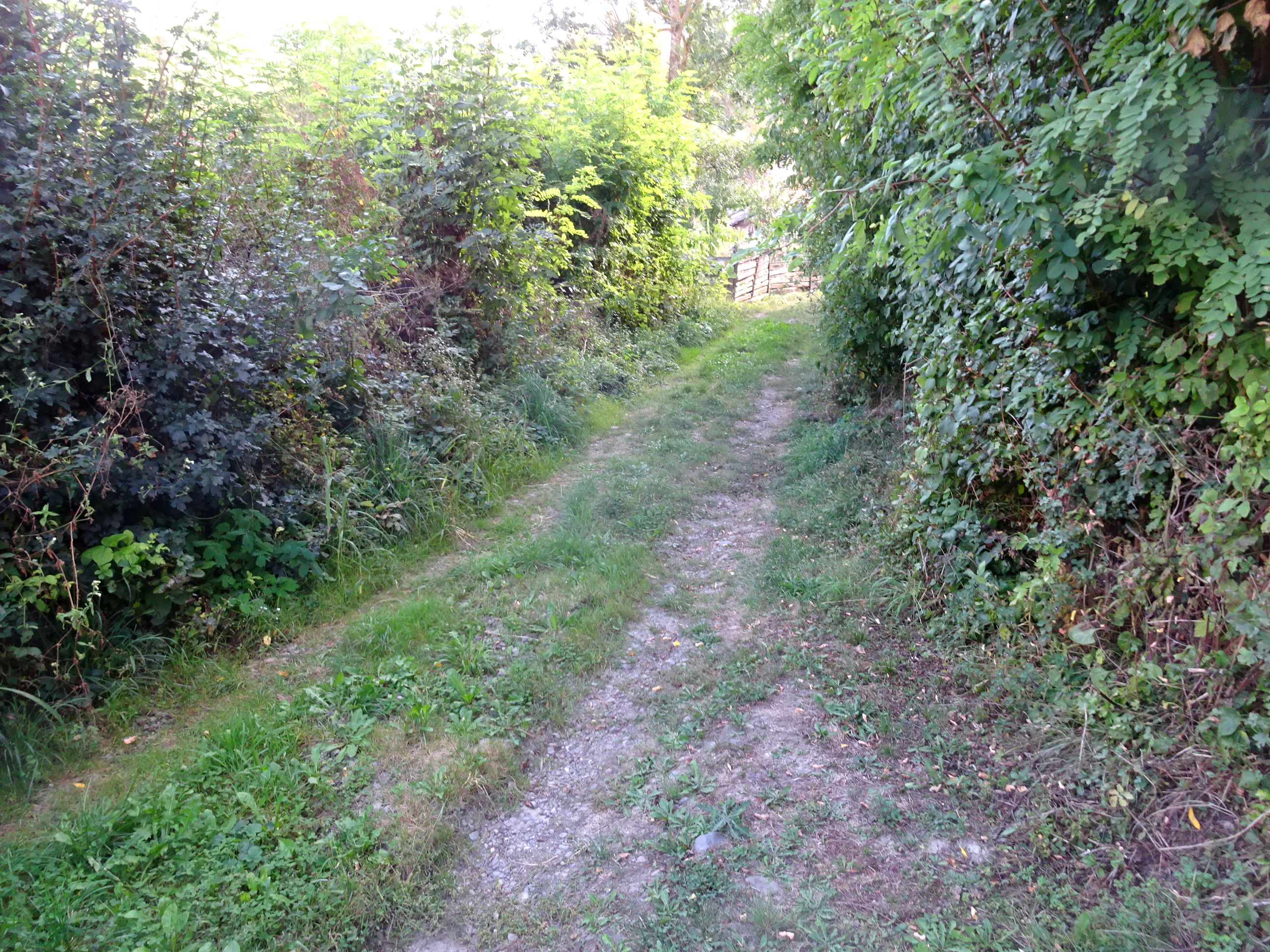
Drumul spre biserica de lemn
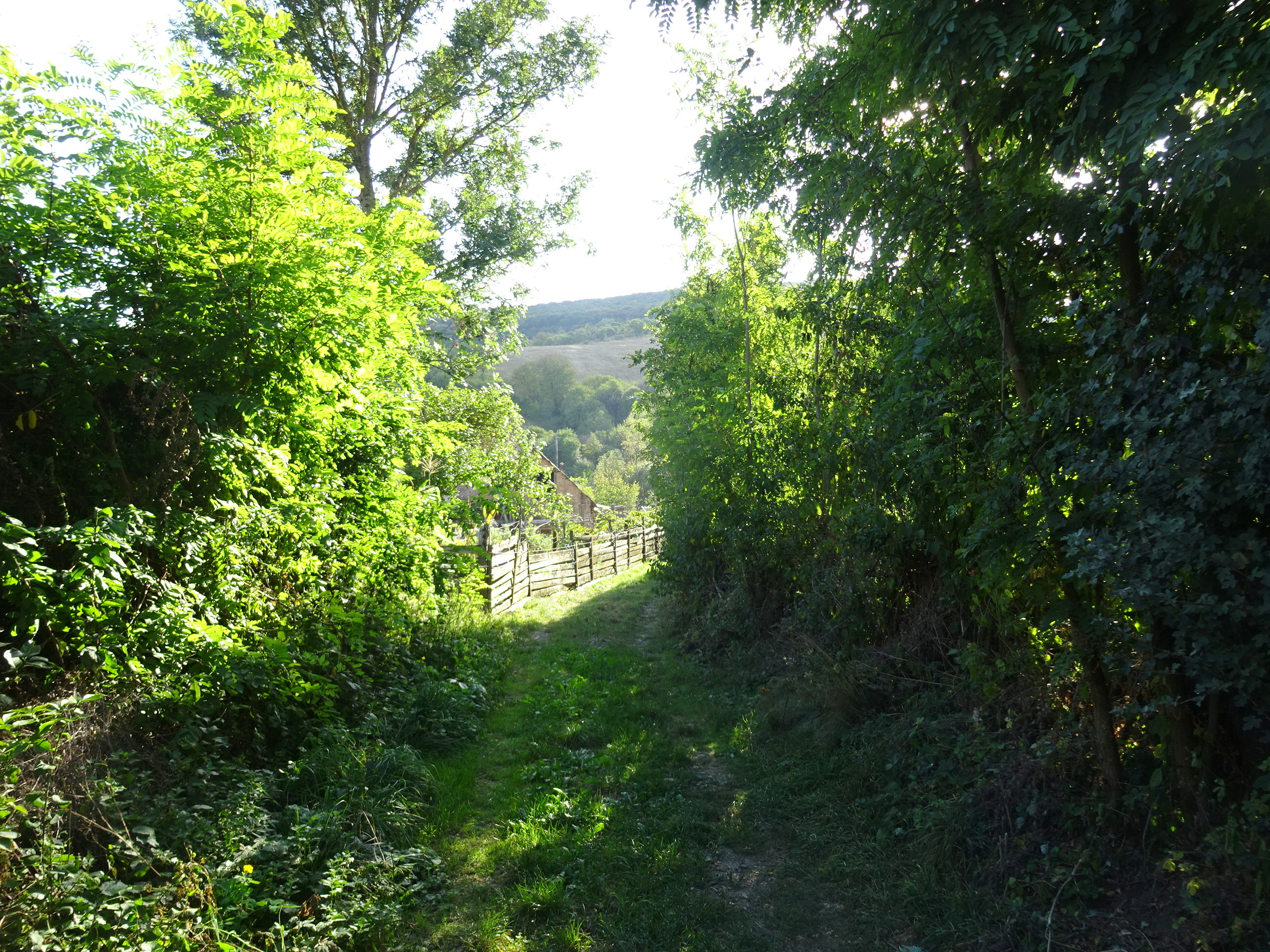
Drumul spre biserica de lemn
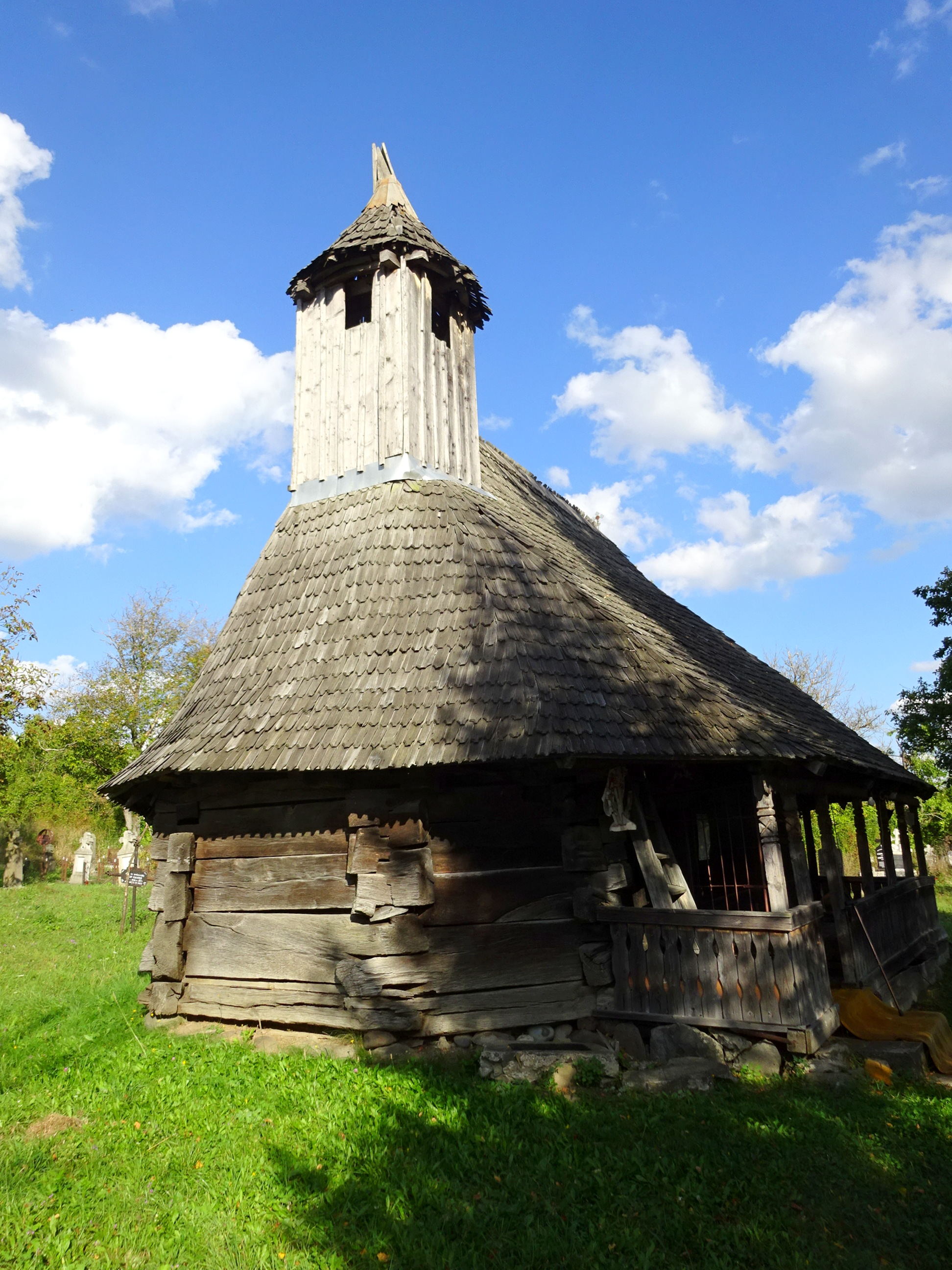
Biserica de lemn din Mura Mică
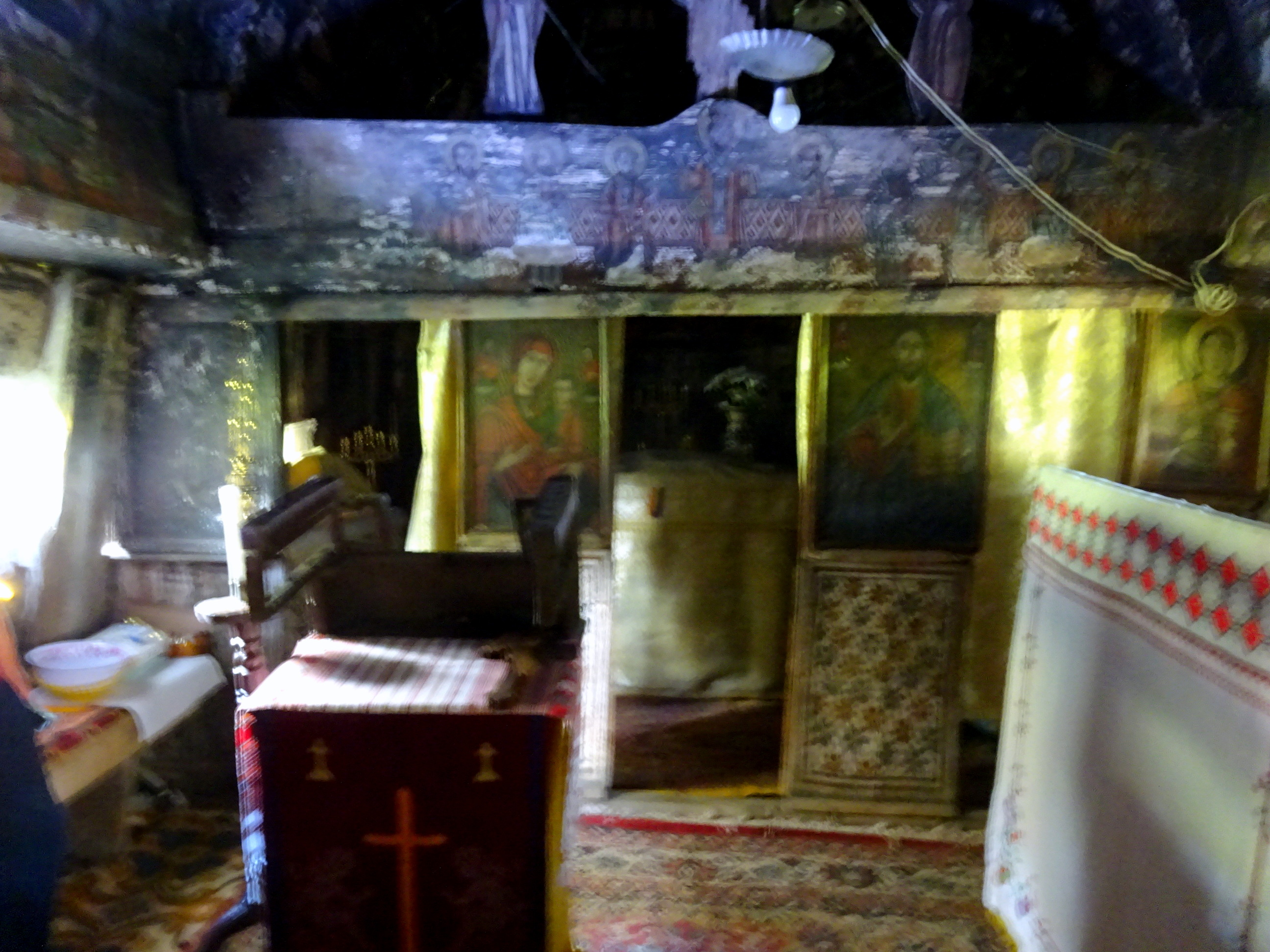
Interiorul
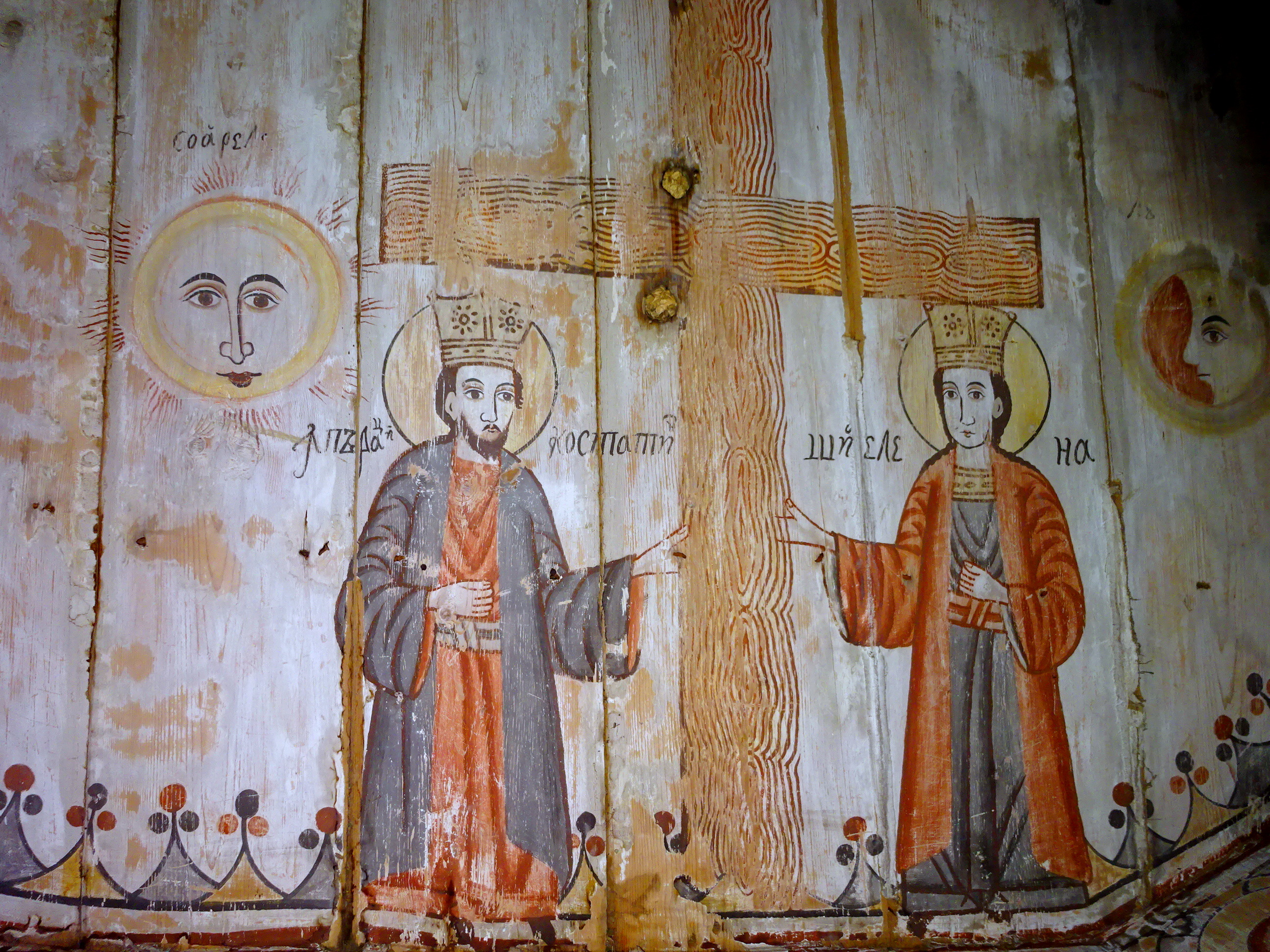
Pictura parietală
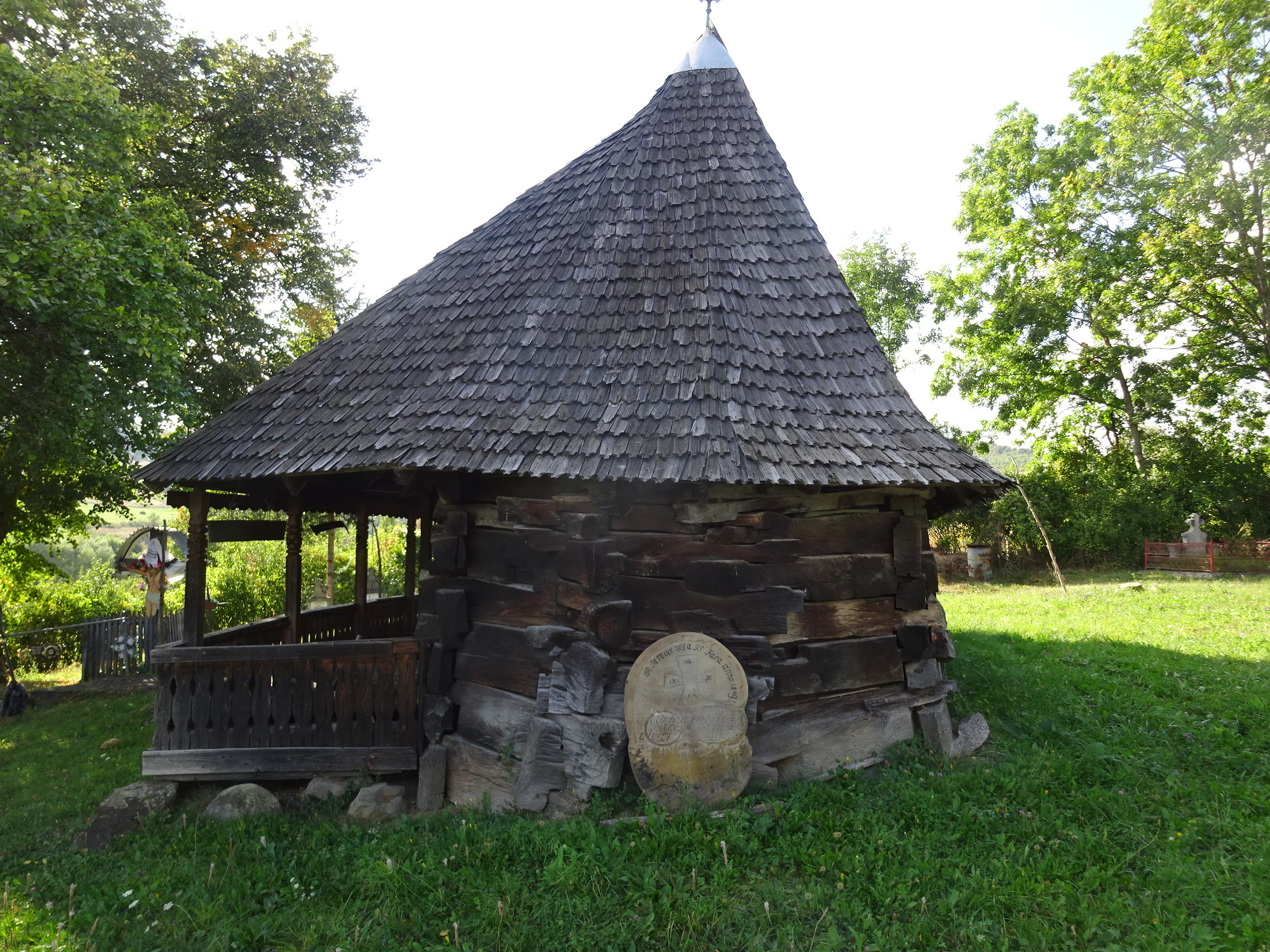
Biserica de lemn din Mura Mică
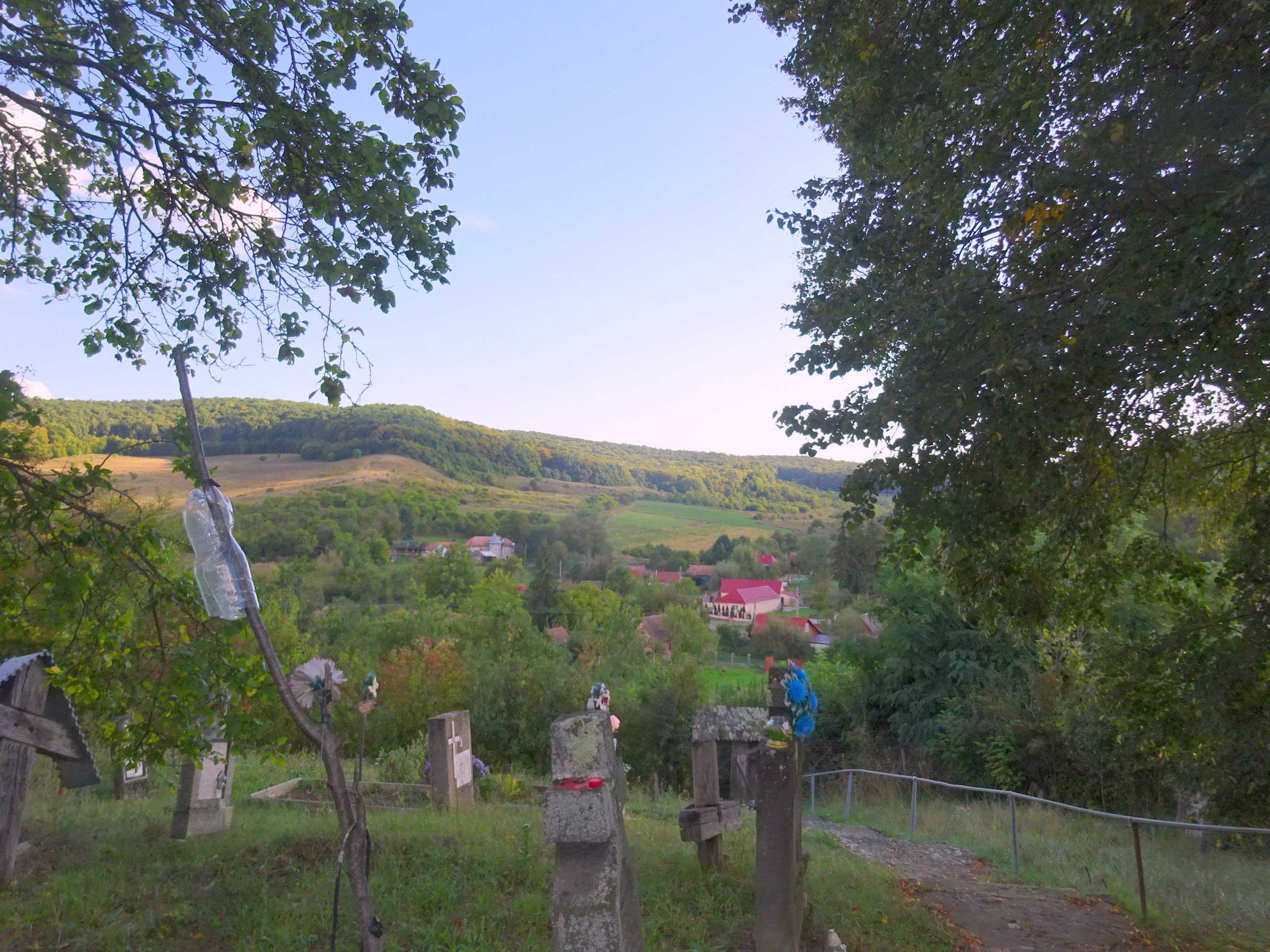
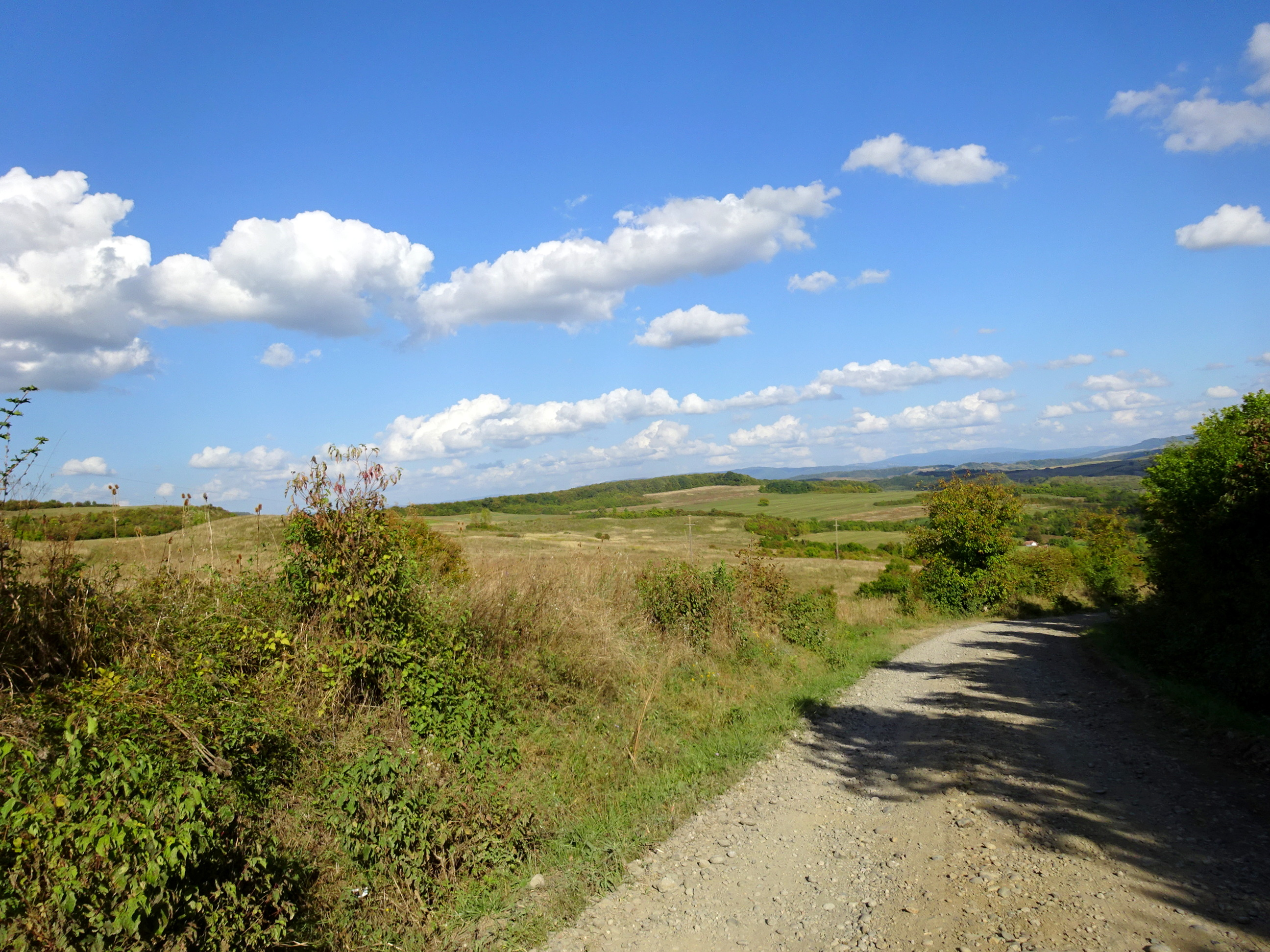
Drumul Ilioara-Mura Mică